# Serge Lama
Serge Lama é o pseudónimo literário de "Serge Chauvier": (Bordeaux, 11 de fevereiro de 1943) é um cantor francês
A sua canção mais famosa foi "Je suis malade". Em 1971, representou a televisão pública francesa no Festival Eurovisão da Canção 1971 com a canção 'Un jardin sur la terre' que se classificou em décimo lugar.

## Discografia
- 1964 : L’humanité
- 1964 : Bel Air
- 1965 : La voix de son maitre
- 1966 : 4 chansons d’Emile Stern et de Serge Lama
- 1966 : La voix de son maître
- 1967 : La voix son maître
- 1968 : D’Aventures en aventures
- 1970 : Et puis on s’aperçoit
- 1971 : Superman
- 1973 : Je suis malade
- 1974 : Chez moi
- 1974 : Live à l’Olympia
- 1975 : La vie Lilas
- 1977 : L’enfant au piano
- 1978 : Enfadolescence
- 1979 : Lama chante Brel
- 1980 : Souvenirs…Attention…Danger
- 1981 : Lama Père et fils
- 1982 : De Bonaparte à Napoléon
- 1984 : Napoléon
- 1986 : Portraits de femmes
- 1987 : Je t’aime
- 1988 : Live au Casino de Paris
- 1989 : A la vie, à l ‘amour
- 1992 : Amald’me
- 1994 : Lama
- 1996 : L’ami
- 1999 : Serge Lama
- 2001 : Feuilles à feuilles
- 2003 : Plurielles
- 2005 : Accordéonissi-mots
- 2008 : L'Âge d'horizons
- 2012 : La balade du poète
- 2016 : Où sont passés nos rêves
- 2022 : Aimer

## Filmografia
- 1980 : Alors... Heureux ? de Claude Barrois
- 1999 : La courte-échelle, com Alexandre Brasseur, curta metragem de Thierry Poirier baseado no romance de Gédéon Picot
- Commissaire "Paparel", série televisiva

## Teatro
- 1991 : La Facture de Françoise Dorin
- 1995 : Toâ de Sacha Guitry

## Prémios
- 1985 : Prix du Brigadier com Hubert Monloup e Jacques Rosny para Napoléon, que esteve em cena no Théâtre Marigny